# ذعرة الغابات
ذعرة الغابات (الاسم العلمي: Dendronanthus  indicus) (بالإنجليزية: Forest  Wagtail)‏ هو طائر  ينتمي إلى فصيلة التمرة.